# Каражал (Аягозский район)
Каражал (каз. Қаражал) — село в Аягозском районе Абайской области Казахстана. Входит в состав Карагашского сельского округа. Код КАТО — 633459300.

## Население
В 1999 году население села составляло 228 человек (122 мужчины и 106 женщин). По данным переписи 2009 года, в селе проживали 182 человека (90 мужчин и 92 женщины).